# Via Frescobaldi
Via Frescobaldi, a Ferrara, è una via rinascimentale che inizia dal corso della Giovecca e termina all'incrocio con via Mascheraio.

## Storia
La via ha origini rinascimentali trovandosi nei quartieri che si aggiunsero al tessuto urbano cittadino dopo l'addizione Erculea. La strada è posizionata in un'area che nel tempo mutò la sua condizione ed il suo sviluppo. 
Per un lungo periodo si trovò a nord della cinta muraria cittadina e solo col ducato di Ercole I d'Este e col suo progetto affidato a Biagio Rossetti di ampliamento cittadino divenne strada urbana, collegando, anche se non direttamente, il nuovo asse di corso della Giovecca con la piazza Nuova.

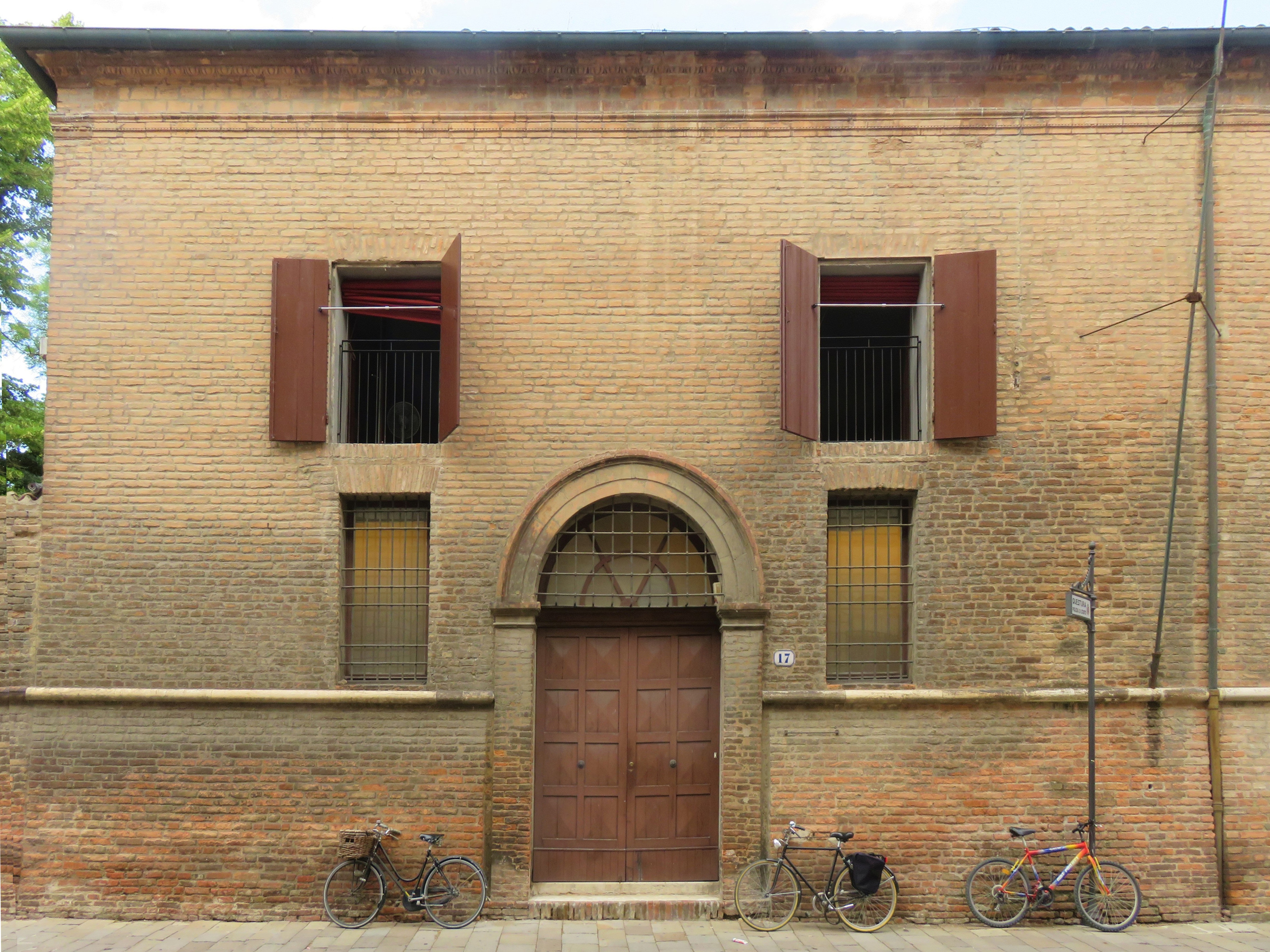
Sede del Museo Michelangelo Antonioni sino al 2006, a Ferrara.

A partire dal XVIII secolo via delle Pettegole, la parte più settentrionale di via Frescobaldi, viene citata in varie opere letterarie e nel più recente Il mulino del Po di Riccardo Bacchelli diviene la strada dove abita una protagonista del romanzo, Argia Malvegoli.
Per diversi anni, dal 1992 al 2005, al numero civico 40 della via fu attivo il Museo dell'illustrazione, nella casa che fu di Girolamo Frescobaldi. 
Il museo, diretto da Paola Pallottino, venne poi chiuso subendo la stessa sorte del Museo Michelangelo Antonioni in corso Ercole I d'Este e del Museo nazionale dell'architettura, in via XX Settembre.

### Origini del nome

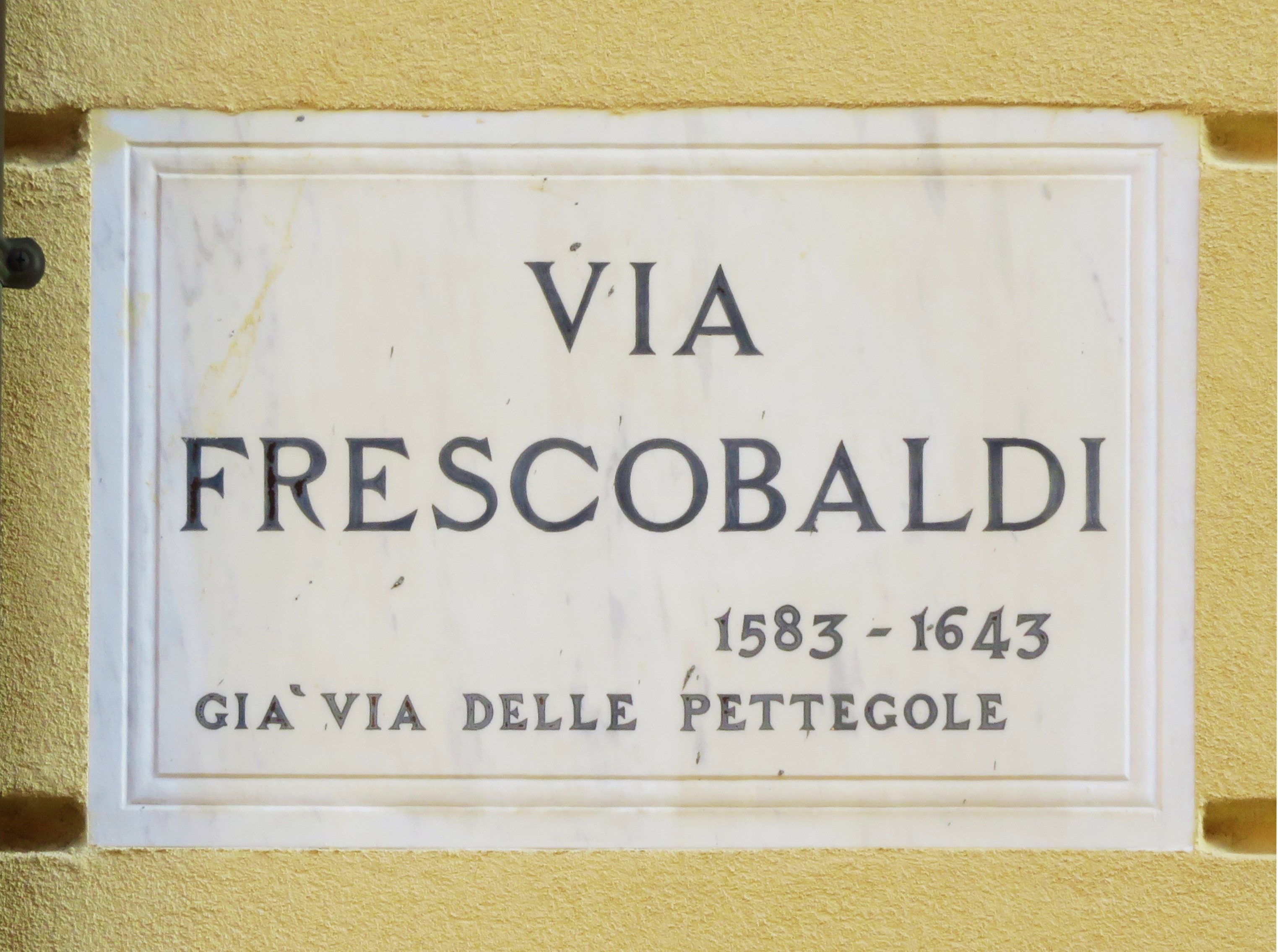
Targa con l'antico nome di via delle Pettegole

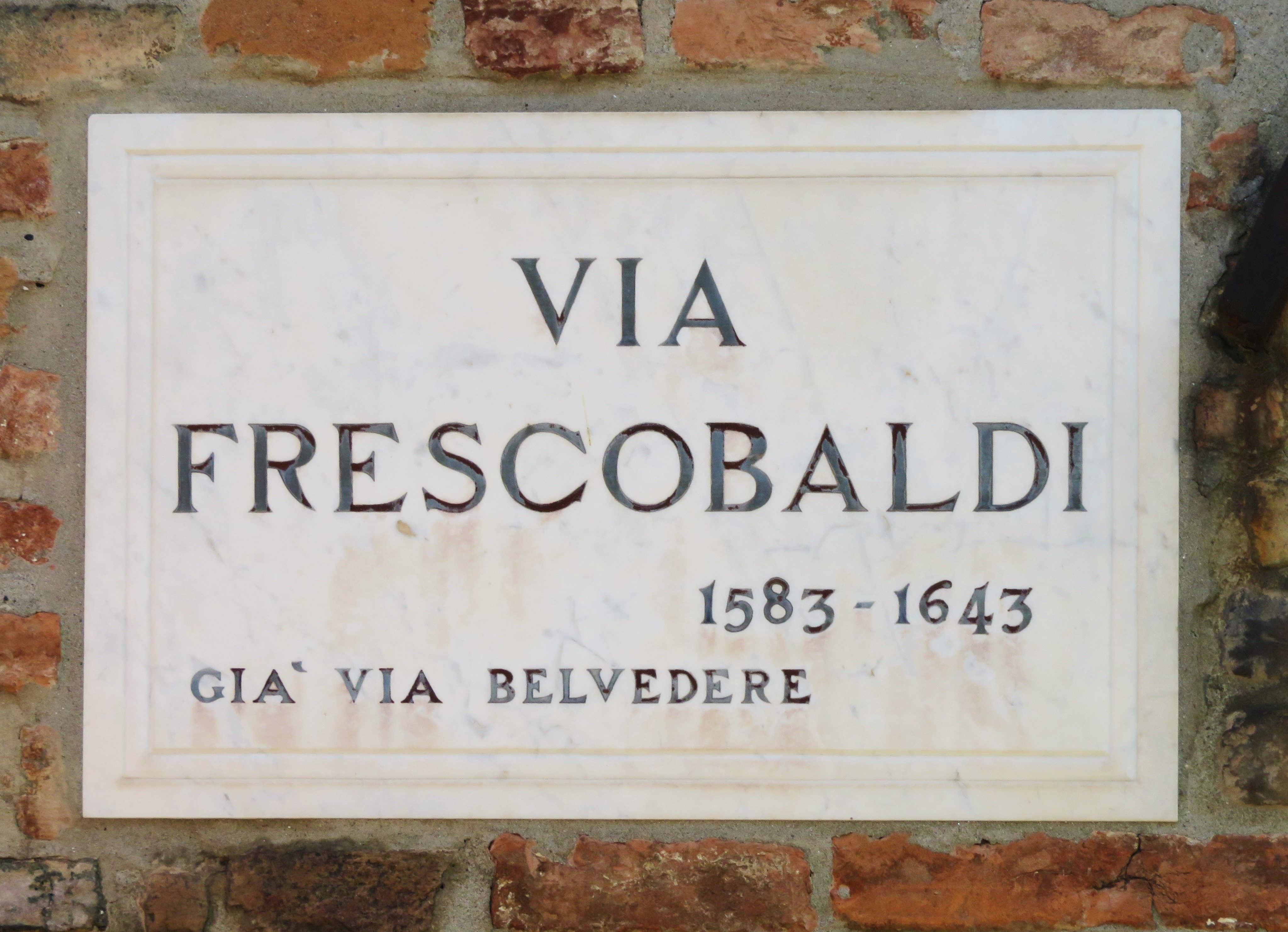
Targa con l'antico nome di via Belvedere

Anticamente la via era divisa in due parti. 
Il tratto che dall'incrocio con via Mentana arriva a via Mascheraio si chiamava via delle Pettegole e tale denominazione, secondo il Melchiorri, era forse dovuta al fatto che la via fosse abitata da "donnicciuole di bassa condizione sociale" con l'abitudine di "cicalare, a fare la cronaca del vicinato e a tagliare il giubbone addosso al prossimo". 
L'altro tratto, quello che da via Mentana arriva al corso della Giovecca si chiamava via Belvedere, con ogni probabilità per richiamare quella delizia estense che si trovava un tempo ad ovest della città, su un'isola poi scomparsa in seguito alla costruzione della Fortezza papale.

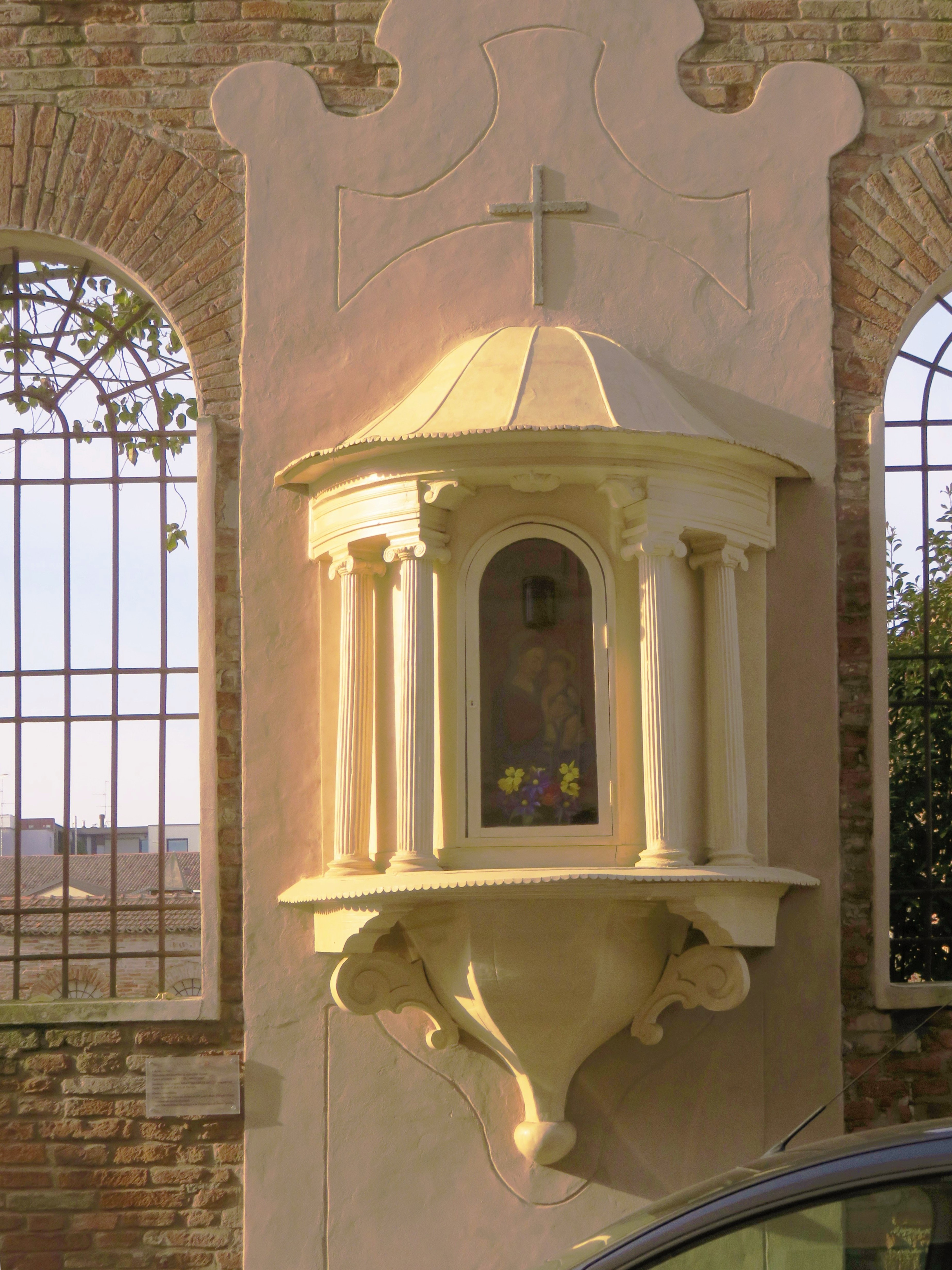
Edicola votiva con immagine di Madonna con Bambino, su supporto ligneo, restaurata anche grazie all'intervento di Ferrariae Decus.

In tempi più recenti la via nella sua interezza ha preso il nome dal compositore Girolamo Frescobaldi che qui vi trascorse la sua giovinezza.

## Luoghi di interesse
- La casa di Girolamo Frescobaldi.

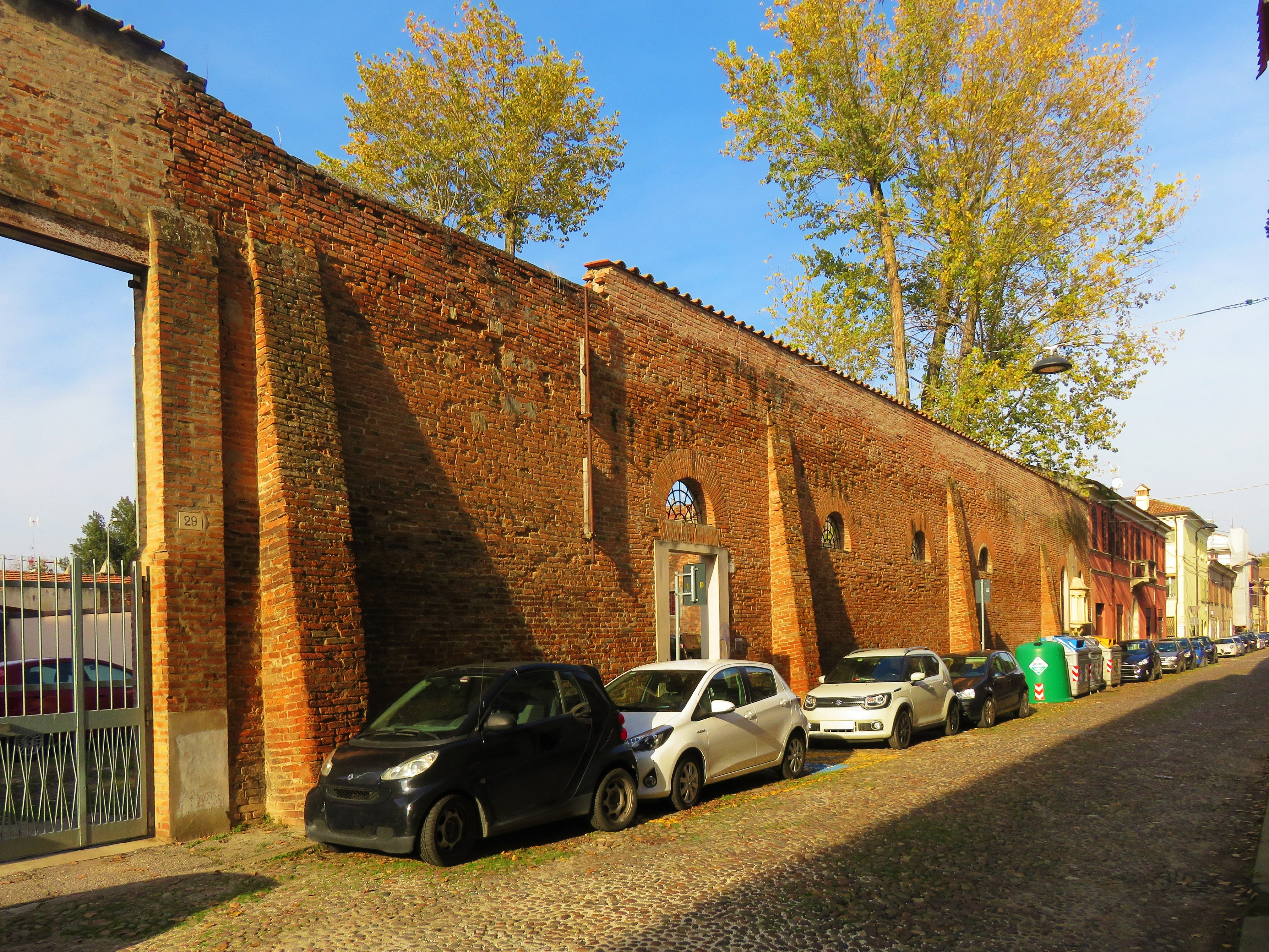
Resti del monastero di San Guglielmo

- La casa di Antonio Frizzi, che in questo edificio al numero civico 10 morì. Frizzi fu studioso e letterato ferrarese, autore di varie opere anche a carattere divulgativo sulla città e per diversi anni segretario capo del comune di Ferrara.
- I resti del monastero di San Guglielmo.
- L'edicola votiva di Madonna con Bambino, restaurata nel 2017 e posta sull'ultima parte del muro residuo del monastero di San Guglielmo, a metà circa della via.